# Задняя аморфная дистрофия роговицы
Задняя аморфная дистрофия роговицы - редкая форма дистрофии роговой оболочки глаза человека. Первое описание дистрофии составлено в 1977 году. Пока не обнаружено ассоциации с каким-либо конкретным хромосомным участком. Дистрофия поражает строму роговицы.